# Cosmoscarta taprobanensis
Cosmoscarta taprobanensis är en insektsart som beskrevs av Atkinson 1889. Cosmoscarta taprobanensis ingår i släktet Cosmoscarta och familjen spottstritar. Inga underarter finns listade i Catalogue of Life.